# العلاقات الإسبانية القرغيزستانية
العلاقات الإسبانية القيرغيزستانية هي العلاقات الثنائية التي تجمع بين إسبانيا وقيرغيزستان.

## مقارنة بين البلدين
هذه مقارنة عامة ومرجعية للدولتين:
| وجه المقارنة                                              | إسبانيا                                                                             | قيرغيزستان                      |
| --------------------------------------------------------- | ----------------------------------------------------------------------------------- | ------------------------------- |
| المساحة (كم2)                                             | 505.99 ألف                                                                          | 199.95 ألف                      |
| عدد السكان (نسمة)                                         | 46.73 مليون                                                                         | 6.20 مليون                      |
| الكثافة السكانية (ن./كم²)                                 | 92.35                                                                               | 31.01                           |
| العاصمة                                                   | مدريد                                                                               | بيشكك                           |
| اللغة الرسمية                                             | اللغة الإسبانية، اللغة الغاليسية، لغة بشكنشية، اللغة الكتالونية، اللغة الأوكسيتانية | اللغة الروسية، اللغة القيرغيزية |
| العملة                                                    | يورو، بيزيتا إسبانية                                                                | سوم قيرغيزستاني                 |
| الناتج المحلي الإجمالي (بليون دولار)                      | 1.31 تريليون                                                                        | 7.56 مليار                      |
| الناتج المحلي الإجمالي (تعادل القوة الشرائية) بليون دولار | 1.77 تريليون                                                                        | 20.45 مليار                     |
| الناتج المحلي الإجمالي الاسمي للفرد دولار أمريكي          | 28.16 ألف                                                                           | 1.10 ألف                        |
| الناتج المحلي الإجمالي للفرد دولار أمريكي                 | 38.00 ألف                                                                           |                                 |
| مؤشر التنمية البشرية                                      | 0.876                                                                               | 0.655                           |
| رمز المكالمات الدولي                                      | +34                                                                                 | +996                            |
| رمز الإنترنت                                              | .es                                                                                 | .kg                             |
| المنطقة الزمنية                                           | ت ع م+01:00، ت ع م+02:00                                                            | ت ع م+06:00                     |

## منظمات دولية مشتركة
يشترك البلدان في عضوية مجموعة من المنظمات الدولية، منها:
| علم المنظمة | اسم المنظمة                        | تاريخ انضمام إسبانيا | تاريخ انضمام قيرغيزستان |
| ----------- | ---------------------------------- | -------------------- | ----------------------- |
|             | بنك التنمية الآسيوي                | 1986                 | 1994                    |
|             | مؤسسة التنمية الدولية              | 18 أكتوبر 1960       | 24 سبتمبر 1992          |
|             | يونسكو                             | 30 يناير 1953        | 2 يونيو 1992            |
|             | وكالة ضمان الاستثمار متعدد الأطراف | 29 أبريل 1988        | 21 سبتمبر 1993          |
|             | الأمم المتحدة                      | 14 ديسمبر 1955       | 2 مارس 1992             |
|             | الاتحاد البريدي العالمي            | ?                    | ?                       |
|             | البنك الدولي للإنشاء والتعمير      | 15 سبتمبر 1958       | 18 سبتمبر 1992          |
|             | اتفاقية السماوات المفتوحة          | ?                    | ?                       |
|             | الاتحاد الدولي للاتصالات           | 1866                 | 20 يناير 1994           |
|             | منظمة حظر الأسلحة الكيميائية       | ?                    | ?                       |
|             | مؤسسة التمويل الدولية              | 24 مارس 1960         | 11 فبراير 1993          |
|             | منظمة التجارة العالمية             | ?                    | ?                       |
|             | منظمة الشرطة الجنائية الدولية      | ?                    | ?                       |
|             | منظمة الأمن والتعاون في أوروبا     | 25 يونيو 1973        | 30 يناير 1992           |

## أعلام
هذه قائمة لبعض الشخصيات التي تربطها علاقات بالبلدين:
- أليكس دوجشيبايف (لاعب كرة يد إسباني، 17 ديسمبر 1992 – )
- تالانت دويشيبايف (لاعب كرة يد إسباني، 2 يونيو 1968 – )

## وصلات خارجية
- موقع وزارة الخارجية الإسبانية
- موقع وزارة الخارجية القيرغيزستانية